# Fábio Pinto
Fabio Pinto és un futbolista brasiler, ja retirat, que ocupava la posició de davanter. Va néixer el 9 d'octubre de 1980 a Itajaí.
Ha militat sobretot en el seu país, tret de períodes al Reial Oviedo, al Galatasaray i al Pakhtakor de l'Uzbekistan.
El 2002 va guanyar el Campeonato Gaucho, i tres anys després, el Pernambucano.

## Internacional
Tot i que no va debutar amb l'absoluta, Fabio Pinto va ser una ferma promesa canarinha durant finals de la dècada dels 90. Guanyador de diversos campionats juvenils, va acudir amb la selecció brasilera al Campionat del Món sub-17 de 1997, celebrat a Egipte. Allà, Brasil va conquerir el títol, i Fabio Pinto va ser el màxim golejador brasiler i tercer del torneig, amb quatre gols, la qual cosa li obrí les portes del futbol europeu.